# Meiracyllium
Meiracyllium es un género que tiene asignada dos especies de orquídeas. Son nativas de Guatemala y México.

## Descripción
Son plantas epífitas o terrestres con rizoma del que surge una sola hoja, crece sobre los árboles. Requiere abundante agua cuando está creciendo y menos cuando florece.

## Taxonomía
El género fue descrito por Heinrich Gustav Reichenbach y publicado en Xenia Orchidacea 1: 12. 1854.

## Especies
- Meiracyllium gemma Rchb.f. (1869)
- Meiracyllium trinasutum Rchb.f. (1854)